# Svartmaskad tyrann
Svartmaskad tyrann (Myiodynastes bairdii) är en fågel i familjen tyranner inom ordningen tättingar.

## Utseende
Svartmaskad tyrann är en stor tyrann med kraftig näbb. I sitt utbredningsområde är den karakteristisk, med gul buk, kastanjebruna vingar och stjärt samt en svart ögonmask som gett den sitt namn. 

## Utbredning och systematik
Svartmaskad tyrann förekommer från torra sydvästra Ecuador till centrala Peru norr om Lima. Den behandlas som monotypisk, det vill säga att den inte delas in i några underarter.

## Levnadssätt
Svartmaskad tyrann är begränsad till torra områden och oaser. Den ses vanligen sitta högt i ett träd, på en stolpe eller en på ledningar varifrån den gör utfall för att fånga insekter. Den intar också regelbundet frukt.

## Status
Arten har ett stort utbredningsområde och beståndet anses vara stabilt. Internationella naturvårdsunionen IUCN listar den därför som livskraftig (LC).

## Namn
Fågelns vetenskapliga artnamn hedrar den amerikanske ornitologen Spencer Fullerton Baird (1823-1887). Tidigare kallades den bairdtyrann även på svenska, men tilldelades 2024 ett mer informativt namn av BirdLife Sveriges taxonomikommitté.